# Jota Aviation
 For alternative betydninger, se Jota.
Jota Aviation er et britisk flyselskab med speciale i charterflyvninger. Det blev etableret i 2009 og har base på London Southend Airport. Selskabet bliver blandt andre benyttet af engelske Premier League-klubber, hvor Manchester United og Liverpool F.C. er de mest prominente, ligesom store rugby-klubber lejer Jota Aviations fly.

## Flyflåde
Jota Aviation ejer og flyver med følgende fly. (april 2019):
| Fly                         | I service | I ordre | Passagerer |  |
| --------------------------- | --------- | ------- | ---------- |  |
| British Aerospace 146-200   | 1         |         | 95         |  |
| British Aerospace 146-300QT | 4         |         | 0          |  |
| Avro RJ100                  | 1         |         | 97         |  |
| Avro RJ85                   | 1         |         | 95         |  |
| Total                       | 7         |         |            |  |